# Gracixalus
A Gracixalus a kétéltűek (Amphibia) osztályába, a békák (Anura) rendjébe és az evezőbékafélék (Rhacophoridae) családjába tartozó nem.

## Előfordulásuk
A nembe tartozó fajok Vietnámban, Laoszban, Thaiföldön valamint Kína Jünnan és Kuanghszi-Csuang Autonóm Területén honosak. 

## Rendszerezés
A nembe az alábbi fajok tartoznak:
- Gracixalus ananjevae (Matsui and Orlov, 2004)
- Gracixalus carinensis (Boulenger, 1893)
- Gracixalus gracilipes (Bourret, 1937)
- Gracixalus guangdongensis Wang, Zeng, Liu, and Wang, 2018
- Gracixalus jinggangensis Zeng, Zhao, Chen, Chen, Zhang, and Wang, 2017
- Gracixalus jinxiuensis (Hu, 1978)
- Gracixalus lumarius Rowley, Le, Dau, Hoang & Cao, 2014
- Gracixalus medogensis (Ye & Hu, 1984)
- Gracixalus nonggangensis Mo, Zhang, Luo, Zhou & Chen, 2013
- Gracixalus quangi Rowley, Dau, Nguyen, Cao & Nguyen, 2011
- Gracixalus quyeti (Nguyen, Hendrix, Böhme, Vu & Ziegler, 2008)
- Gracixalus sapaensis Matsui, Ohler, Eto, and Nguyen, 2017
- Gracixalus seesom Matsui, Khonsue, Panha & Eto, 2015
- Gracixalus supercornutus (Orlov, Ho & Nguyen, 2004)
- Gracixalus tianlinensis Chen, Bei, Liao, Zhou, and Mo, 2018
- Gacixalus trieng Rowley, Le, Hoang, Cao, and Dau, 2020
- Gracixalus yunnanensis Yu, Li, Wang, Rao, Wu, and Yang, 2019